# جادوی عملی
جادوی عملی (به انگلیسی: Practical Magic) یک فیلم فانتزی و عاشقانه آمریکایی محصول سال ۱۹۹۸ که بر اساس رمان جادوی عملی نوشته آلیس هافمن در سال ۱۹۹۵ ساخته شده است. این فیلم به کارگردانی گریفین دان با بازی ساندرا بولاک، نیکول کیدمن، دایان ویست، استاکرد چنینگ، آیدان کوئین و گوران ویسنجیک ساخته شده است.
بولاک و کیدمن نقش خواهران سالی و گیلیان اونز را بازی می‌کنند که از نسلی طولانی از جادوگران هستند. این خواهران که پس از مرگ والدینشان بر اثر یک نفرین خانوادگی، توسط عمه‌هایشان بزرگ شده‌اند، در دوران رشد خود با کاربردهای جادوی عملی آشنا شدند. سالی و گیلیان در بزرگسالی باید از جادوی خود برای نابودی روح شیطانی دوست‌پسر بدرفتار گیلیان استفاده کنند، قبل از اینکه این روح آنها را بکشد.
این فیلم در ۱۶ اکتبر ۱۹۹۸ اکران شد. این فیلم در سراسر جهان ۶۸ میلیون دلار در برابر بودجه ۷۵ میلیون دلاری فروش داشت. پس از اکران اولیه، این فیلم با نقدهای متفاوتی از سوی منتقدان مواجه شد که ترکیب ژانرهای مختلف فیلم، از جمله فانتزی ماوراءالطبیعه، درام خشونت خانگی، کمدی رمانتیک و جنایی را نامطلوب می‌دانستند. از آن زمان، این فیلم به دلیل بازیگران، موسیقی متن و مضامین فمینیستی‌اش، طرفداران زیادی پیدا کرده است. دنباله‌ای، با عنوان جادوی عملی ۲، قرار است در ۱۸ سپتامبر ۲۰۲۶ اکران شود.

## بازخوردها
- فیلم «جادوی عملی» پس از انتشار، نقدهای منفی از منتقدان دریافت کرد که لحن و فیلمنامهٔ متناقض آن را به باد انتقاد گرفتند.[۵][۶]
- در سایت جمع‌آوری نقد «راتن تومیتوز» بر اساس رای ۱۰۱ نقد، امتیاز تأیید ۲۶٪ با میانگین امتیاز ۴٫۸ از ۱۰ را گزارش کرد.[۷]
- در سایت جمع‌آوری نقد دیگر، «متاکریتیک»، که میانگین وزنی را تعیین می‌کند، بر اساس نقدهای ۲۲ منتقد، امتیاز ۴۶ از ۱۰۰ نقد را می‌دهد که نشان‌دهندهٔ «نقدهای مختلط یا متوسط» است.[۸]
- مخاطبانی که توسط «سینماسکور» مورد نظرسنجی قرار گرفتند، به این فیلم امتیاز متوسط «B-» در مقیاس A+ تا F دادند.[۹]
- فیلم جادوی عملی با فروش ۱۳٫۱ میلیون دلار در افتتاحیه در رتبه اول قرار گرفت.[۱۰] این فیلم در نهایت به فروش جهانی ۶۸٫۳ میلیون دلار دست یافت که کمتر از بودجه ۷۵ میلیون دلاری تولید آن بود.[۱۱]